# Vernon Smith
Vernon Lomax Smith (Wichita, 1 de janeiro de 1927) é um neuroeconomista estadunidense.
Foi agraciado com o Prémio de Ciências Económicas em Memória de Alfred Nobel de 2002. Foi um dos que assinaram uma petição para que o governo americano não socorresse os bancos em 2008.
É portador da síndrome de Asperger após uma avaliação de autodiagnóstico. 

## Trabalho acadêmico
Foi em Purdue que o trabalho de Smith em economia experimental começou. Como Smith descreve:
"No semestre do outono de 1955, ensinei Princípios de Economia e achei um desafio transmitir a teoria microeconômica básica aos alunos. Por que / como qualquer mercado poderia se aproximar de um equilíbrio competitivo? Resolvi que no primeiro dia de aula do semestre seguinte, tentaria realizar um experimento de mercado que daria aos alunos a oportunidade de vivenciar um mercado real e a mim a oportunidade de observar um em que eu conhecia, mas eles não conheciam quais foram as supostas condições motrizes da oferta e da demanda naquele mercado."
Ao estruturar o experimento, Smith variou certos parâmetros institucionais vistos nos primeiros experimentos de economia em sala de aula conduzidos por Edward Chamberlin: em particular, ele conduziu os experimentos por vários períodos de negociação, para dar aos alunos tempo para treinar.
Na Caltech, Charles Plott encorajou Smith a formalizar a metodologia da economia experimental, o que ele fez em dois artigos. Em 1976, "Experimental Economics: Induced Value Theory" foi publicado na American Economic Review (AER). Foi a primeira articulação do princípio por trás dos experimentos econômicos. Seis anos depois, esses princípios foram expandidos em "Sistemas Microeconômicos como Ciência Experimental", também no AER. Este artigo adapta os princípios de projeto de mecanismo, um sistema microeconômico desenvolvido por Leonid Hurwicz, para o desenvolvimento de experimentos econômicos. Na formulação de Hurwicz, um sistema microeconômico consiste em um ambiente econômico, uma instituição econômica (ou mecanismo econômico) e um resultado econômico. O ambiente econômico é simplesmente as preferências das pessoas na economia e as capacidades de produção das empresas na economia. O insight principal nesta formulação é que o resultado econômico pode ser afetado pela instituição econômica. O projeto do mecanismo fornece um meio formal para testes de desempenho de uma instituição econômica e economia experimental, conforme desenvolvido por Smith, forneceu um meio para avaliação empírica formal do desempenho das instituições econômicas. A segunda principal contribuição do artigo é a técnica de valores induzidos, o método usado em experimentos de laboratório controlados em economia, ciência política e psicologia, que permite aos economistas experimentais criar uma réplica de um mercado em um laboratório. Os sujeitos de um experimento são informados de que podem produzir uma "mercadoria" a um custo e depois vendê-la aos compradores. O vendedor ganha a diferença entre o preço recebido e seu custo. Os compradores são informados de que a mercadoria tem um valor para eles quando a consomem, e eles ganham a diferença entre o valor da mercadoria para eles e seu preço. 
Em fevereiro de 2011, Smith participou da "Visiting Scholars Series" nos Centros Acadêmicos Nicholas em Santa Ana, Califórnia, realizada em colaboração com a Chapman University. Smith e seu colega Bart Wilson conduziram experimentos projetados para expor alunos do ensino médio de bairros carentes à dinâmica do mercado e como conceitos como o altruísmo influenciam o comportamento econômico. 
Smith é autor ou co-autor de artigos e livros sobre teoria do capital, finanças, economia de recursos naturais e economia experimental. Ele também foi um dos primeiros a propor o projeto de leilão combinatório, com Stephen J. Rassenti e Robert L. Bulfin em 1982. 
Em janeiro de 2009, Smith assinou uma petição pública se opondo à aprovação da Lei de Recuperação e Reinvestimento Americana. Em um estudo de 2010 do Econ Journal Watch, Smith foi considerado um dos signatários de petições mais ativos entre os economistas dos EUA. 
O Prêmio Vernon Smith para o Avanço da Economia Austríaca leva o seu nome e é patrocinado pelo Centro Europeu de Economia Austríaca. 